# Фолуэлл, Джерри
Джерри Лэймон Фолуэлл (англ. Jerry Lamon Falwell, 11 августа 1933 — 15 мая 2007) — влиятельный американский пастор и телепроповедник. Первоначально Фолуэлл принадлежал к одной из ветвей баптистов, Южной Баптистской Конвенции, однако впоследствии присоединился к Евангельским христианам фундаменталистского толка.

## Общественная деятельность
Фолуэлл основал баптистский университет Либерти-колледж (1971 год; в 1985 году сменил название на Университет Либерти). Студенты университета обязаны соблюдать строгий кодекс поведения и в обязательном порядке изучать на 1-м курсе основы Библии. Среди предметов, преподаваемых в университете — «научный креационизм».
Также он основал религиозно-политическую организацию «Моральное большинство» (1979), которая в начале 1980-х годов по словам Фолуэлла насчитывала более 6 млн членов (распущена в 1989 году).

## Взгляды
Фолуэлл придерживался патриархальных взглядов на семью. Основой семьи должна была быть церковь, которой отводилась роль не только места для отправления культа, но и центра общественной жизни. Фолуэлл был яростным противником абортов, борцов за права сексуальных меньшинств, феминизма и светского характера школьного образования. Он также был известен последовательной поддержкой республиканцев, в частности считается, что «Моральное большинство» внесло существенный вклад в победу Рональда Рейгана на выборах 1980 года. В 1985 году в разгар апартеида Фолуэлл выступил против экономических санкций в отношении ЮАР. Он обосновывал это тем, что апартеид будет меньшим злом, чем возможное сближение ЮАР с Советским Союзом.

## Hustler против Джерри Фолуэлла
В 1983 году порножурнал Ларри Флинта Hustler опубликовал выдуманное интервью Джерри Фолуэлла, в котором Фолуэлл, якобы рекламируя «Кампари», рассказывал, как в пьяном виде в первый раз занимался сексом со своей матерью во дворе дома. Это интервью было пародией на действительно имевшую место рекламную кампанию «Кампари», в ходе которой известные личности рассказывали о своём первом знакомстве с напитком. Внизу страницы мелким шрифтом сообщалось, что всё интервью было пародией.
Фолуэлл подал иск о клевете и возмещении морального вреда к Ларри Флинту, журналу Hustler и его дистрибьюторской компании. Иск о клевете был отклонён, иск о возмещении морального вреда был удовлетворён. Дело было пересмотрено в Верховном суде США. Верховный суд отменил решение нижестоящего суда в части удовлетворения иска Фолуэлла, мотивировав это тем, что Первая поправка к Конституции США защищает право на создание карикатуры на публичного человека.
Дело Hustler против Джерри Фолуэлла было подробно описано в биографическом фильме Милоша Формана «Народ против Ларри Флинта». После выхода этой картины Фолуэлл и Флинт несколько раз встретились, чтобы пересмотреть свои взгляды. Уже после смерти Фолуэлла в 2007 году Флинт сказал, что они в итоге даже подружились.

## Семья
Проповедник и его брат-близнец Джин родились в Линчберге (Виргиния) 11 августа 1933 года. Мать — Элен Вирджиния (в девичестве Бисли), отец — Кэри Эзекия Фолуэлл.
12 апреля 1958 Джерри Фолуэлл женился на Мэйсел Пейт, с которой прожил почти полвека вплоть до своей смерти. Трое детей: Джерри Фолуэлл-младший (бывший президент основанного отцом Университета Либерти), Джонатан (баптистский старший пастор в Линчберге) и дочь Джинни (хирург).